# Вирхор
Вирхор  — хазарский каган, чья дочь Чичак (в крещении Ирина) в 732 году вышла замуж за византийского императора Константина V.
Имя «Вирхор», не называемое в византийских источниках, сохранилось в армянской редакции жития Стефана Сурожского. Там он представлен как правитель Керчи. Царствовал, согласно тому же источнику, как минимум до начала 750-х годов. Если эти данные верны, то именно Вирхор был тем каганом, который потерпел сокрушительное поражение в войне с арабами. В 732/733 годах был ранен в сражении у Дербента. В 737 году бежал от превосходящих сил арабов, вторгнувшихся в Хазарию. В результате хазары оказались вытеснены из Закавказья, и их набеги на этот регион временно прекратились. Как предполагают современные исследователи, этот эпизод стал началом кризиса завоевательной политики Хазарии. По всей вероятности, неспособность преодолеть этот кризис привела хазарских каганов к утрате реальной власти.